# 北德意志邦聯憲法
《北德意志邦聯憲法》（德語：Verfassung des Norddeutschen Bundes）是北德意志邦聯的憲法。隨後的德意志帝國憲法便是基於該憲法編纂完成的。
1867年2月12日，一個憲法議會（Konstituierender）成立。它的唯一任務是討論和通過邦聯政府提出的憲法提案。該提案基本上由普魯士首相，同時也是聯邦的第一任也是唯一的總理的奧托·馮·俾斯麥撰寫。帝國議會由民族自由派和溫和保守派統治。
根據本憲法，北德意志邦聯最高機關是邦聯議會。它代表了北德意志邦聯政府。普魯士在議會的43票中持有17票，同時擁有否決權。根據憲法，普魯士國王威廉一世是邦聯議會的主持人，他事實上是國家元首。他任命國家總理，總理僅向他負責。除總理外，沒有部長。
北德意志邦聯從1867年7月1日至1870年12月31日便作為一個國家存在，在此期間，該憲法也作為國家法律被執行，直到1871年1月1日被德意志邦聯取代。

## 外部連結
- 憲法原文 （页面存档备份，存于） （德語）